# 车照启
车照启（1969年7月—），安徽省五河县人，中华人民共和国政治人物。第十四届全国人民代表大会代表。

## 生平
1969年7月，车照启出生在安徽省五河县。
1987年，车照启进入安徽农学院（今安徽农业大学）蚕桑系蚕学专业学习，毕业前的1991年2月加入中国共产党。1991年7月毕业后，车照启留校工作，出任蚕桑系辅导员，后来陆续担任职改办科员、人事处副主任科员、人事处主任科员、校长办公室副主任兼创建办主任、团委副书记。
2003年10月，车照启调任共青团安徽省委学校部副部长，次年5月升任部长。2008年9月，车照启转任共青团安徽省委青工部部长。
2008年9月，车照启调任中共蒙城县委副书记，次年11月兼任县人民政府县长。2015年8月，车照启升任中共蒙城县委书记，2018年7月兼任中共亳州市委常委。
2020年11月，车照启调任中共六安市委常委、组织部长。

### 落马
2024年6月21日，车照启涉嫌严重违纪违法接受安徽省纪委监委纪律审查和监察调查。